# حسن‌قلی‌لار
حسن‌قلی‌لار (به لاتین: Həsənqulular) یک منطقهٔ مسکونی در جمهوری آذربایجان است که در شهرستان شوشی واقع شده‌است.